# Sergei Wladimirowitsch Iwanow (Schachspieler)
Sergei Wladimirowitsch Iwanow (russisch Сергей Владимирович Иванов; * 29. September 1961 in Leningrad) ist ein russischer Schachgroßmeister.

## Werdegang
Iwanow erlernte die Schachregeln im Alter von sechs Jahren von seiner Mutter. Er wurde in die renommierte Schachschule des Leningrader Pionierpalastes aufgenommen, in der er unter der Aufsicht des erfolgreichen Nachwuchstrainers Sergei Chawski sein Schachtalent entwickelte. Er absolvierte das Studium der Ingenieurökonomie am Polytechnischen Institut. 1981 erhielt er den Titel eines nationalen Meisters, entschied sich aber gegen eine mögliche Karriere als Schachprofi.
Iwanow nahm an mehreren Leningrader beziehungsweise Sankt Petersburger Stadtmeisterschaften teil. 1991, 1992 und 1994 gelang ihm der Titelgewinn. 1995 erhielt er den GM-Titel. Auf internationaler Ebene hat er auch einige Turniererfolge zu verbuchen. So gewann er Turniere in Ploiești (1980), Tscheljabinsk (1991), Stockholm (1999/2000) und Sankt Petersburg (2004).
Bemerkenswert sind seine Ergebnisse im Vereinsschach. Dreimal (1992, 2000 und 2001) gewann er die russische Mannschaftsmeisterschaft. Mit Bielsko-Biała wurde er 1990 Erster in Polen, mit dem Sollentuna SK (seit 2009 Team Viking) wurde er 1999, 2000, 2002, 2003, 2006, 2007, 2010, 2012 und 2017 schwedischer Mannschaftsmeister. In Spanien spielte er 2012 für CA Reverté Albox.
Am European Club Cup nahm er zwischen 1996 und 2007 sechsmal mit Sankt Petersburg beziehungsweise Michail Tschigorin Sankt Petersburg und je einmal mit TPS Saransk und dem Sollentuna SK teil. Im Jahr 2017 gewann er mit Sankt Petersburg die Mannschaftsweltmeisterschaft der Senioren (über 50 Jahre) in Limenas Chersonisou.
Als Trainer oder Sekundant unterstützte Iwanow unter anderem Alexander Chalifman, Gata Kamsky und Maxim Matlakow. Er ist auch Co-Autor einiger Schachbücher.

## Werke
- S. Iwanow, A. Kentler, I. Odesski: Ot Tschigorina do Kasparowa. Superfinal tschempionata Rossii 2004 g. po schachmatam. Kosta, Sankt Petersburg 2005, ISBN 978-5-98408-033-0. (russisch)
- S. Iwanow, A. Kentler, W. Faibissowitsch, B. Chropow: Schachmatnaja letopis Peterburga. 1900–2005. Tschempionaty goroda. Kosta, Sankt Petersburg 2005, ISBN 978-5-98408-032-3. (russisch)
- S. Iwanow, S. Ionow, A. Lukin: Doiti do samoi suti Grossmeister Konstantin Assejew. Kosta, Sankt Petersburg 2008, ISBN 978-5-91258-076-5. (russisch)